# Ruth Bondy
Ruth Bondy (Praga, 19 giugno 1923 – Ramat Gan, 14 novembre 2017) è stata una scrittrice, giornalista, traduttrice e superstite dell'Olocausto ceca naturalizzata israeliana.

## Biografia
Ruth Bondy nacque nel 1923 a Praga da Yoseph, banchiere, e Fratzi Bondy. Studiò lettere e giornalismo in Cecoslovacchia e da adolescente faceva parte di un gruppo sionista.
Ruth iniziò la sua carriera negli anni quaranta, come traduttrice per la UP News Agency. In seguito, essendo ebrea, dovette subire gli orrori dell'Olocausto, venendo deportata dapprima a Theresienstadt nel 1942 e poi ad Auschwitz-Birkenau nel 1943. La Bondy riuscì a sopravvivere, e fu liberata dall'esercito britannico nel campo di concentramento di Bergen-Belsen, ma perse sia il padre, morto a Dachau, che la madre, uccisa a Theresienstadt.
Dopo la fine della seconda guerra mondiale, Ruth si arruolò come volontaria nell'esercito e si trasferì ad Haifa, in Israele, nel 1948. Ebbe una figlia dal marito Raphael Bashan, dal quale poi divorzierà nel 1981. Come giornalista iniziò a lavorare per il giornale israeliano Davar, poi passò al Devar ha-Shavua e al Omer nel 1953. Insegnò anche all'Università di Tel Aviv.
La Bondy ha tradotto libri cechi in ebraico e ha scritto varie biografie, tra cui quelle su Jakob Edelstein e Pinchas Rosen. Il suo libro del 1976 The Emissary: The Life of Enzo Sereni vinse il premio Yitzhak Sadeh. Nel 1967, fu la prima donna a ricevere il Premio Sokolov, mentre nel 2014 fu insignita del Premio Tchernichovsky.
Ruth Bondy morì il 14 novembre 2017 a Ramat Gan.

## Opere
- The Emissary: The Life and Death of Enzo Sereni (1973)
- Small Comforts (1975)
- Felix: Pinhas Rosen and his Time (1980)
- Chaim Sheba: Physician for All People (1981)
- Signed and Sealed: A Guide to Journalistic Writing (1982)
- Elder of the Jews: Jacob Edelstein of Theresienstadt (1989)
- Whole Fragments (1997)
- Uprooted Roots (2002)

### Traduzioni
- Il buon soldato Sc'vèik, di Jaroslav Hašek (1980)
- L'immortalità, di Milan Kundera (1991)
- Life with a Star, di Jiří Weil (1991)
- Call Me Friend: The Children's Newspaper "Kamarad" from the Theresienstadt Ghetto, 1943–1944 (1998)